# Rachicerus lopesi
Rachicerus lopesi är en tvåvingeart som beskrevs av Carrera 1940. Rachicerus lopesi ingår i släktet Rachicerus och familjen vedflugor. Inga underarter finns listade i Catalogue of Life.